# Mistrzostwa Ukrainy
Mistrzostwa Ukrainy (ukr. Чемпіонат України, Czempionat Ukrajiny) – rozgrywki sportowe lub w innych dziedzinach, prowadzone cyklicznie – corocznie lub co sezonowo (na przełomie dwóch lat kalendarzowych) – mające na celu wyłonienie najlepszej drużyny lub zawodnika na Ukrainie. Najpopularniejsze w widowni telewizyjnej to przede wszystkim Mistrzostwa Ukrainy w piłce nożnej, a także Mistrzostwa Ukrainy w koszykówce, siatkówce, piłce ręcznej, hokeju i lekkoatletyce.
Na Ukrainie organizowane mistrzostwa w następujących dziedzinach:
- Akrobatyka sportowa
  - Mistrzostwa Ukrainy w akrobatyce sportowej

- Automobilizm
  - Mistrzostwa Ukrainy w rajdach samochodowych

- Badminton
  - Mistrzostwa Ukrainy w badmintonie

- Bandy
  - Mistrzostwa Ukrainy w bandy

- Biathlon
  - Mistrzostwa Ukrainy w biathlonie

- Bobsleje
  - Mistrzostwa Ukrainy w bobslejach i skeletonie

- Boks
  - Mistrzostwa Ukrainy w boksie kobiet
  - Mistrzostwa Ukrainy w boksie mężczyzn

- Brydż sportowy
  - Mistrzostwa Ukrainy w brydżu sportowym

- Curling
  - Mistrzostwa Ukrainy w curlingu

- Futbol amerykański
  - Mistrzostwa Ukrainy w futbolu amerykańskim

- Futsal
  - Mistrzostwa Ukrainy w futsalu kobiet
  - Mistrzostwa Ukrainy w futsalu mężczyzn

- Gimnastyka artystyczna
  - Mistrzostwa Ukrainy w gimnastyce artystycznej

- Gimnastyka sportowa
  - Mistrzostwa Ukrainy w gimnastyce sportowej

- Golf
  - Mistrzostwa Ukrainy w golfie

- Hokej na lodzie
  - Mistrzostwa Ukrainy w hokeju na lodzie

- Jeździectwo
  - Mistrzostwa Ukrainy w jeździectwie

- Judo
  - Mistrzostwa Ukrainy w judo

- Kajakarstwo
  - Mistrzostwa Ukrainy w kajakarstwie

- Karate
  - Mistrzostwa Ukrainy w karate

- Kolarstwo
  - Mistrzostwa Ukrainy w kolarstwie górskim
  - Mistrzostwa Ukrainy w kolarstwie przełajowym
  - Mistrzostwa Ukrainy w kolarstwie szosowym

- Korfball
  - Mistrzostwa Ukrainy w korfballu

- Kung-fu
  - Mistrzostwa Ukrainy w kung-fu

- Koszykówka
  - Mistrzostwa Ukrainy w koszykówce kobiet
  - Mistrzostwa Ukrainy w koszykówce mężczyzn

- Lekkoatletyka
  - Mistrzostwa Ukrainy w lekkoatletyce

- Łyżwiarstwo
  - Mistrzostwa Ukrainy w łyżwiarstwie figurowym
  - Mistrzostwa Ukrainy w łyżwiarstwie szybkim

- Narciarstwo alpejskie
  - Mistrzostwa Ukrainy w narciarstwie alpejskim

- Narciarstwo dowolne
  - Mistrzostwa Ukrainy w narciarstwie dowolnym

- Narciarstwo klasyczne
  - Mistrzostwa Ukrainy w biegach narciarskich
  - Mistrzostwa Ukrainy w kombinacji norweskiej
  - Mistrzostwa Ukrainy w skokach narciarskich

- Orientacja sportowa
  - Mistrzostwa Ukrainy w orientacji sportowej

- Pięciobój nowoczesny
  - Mistrzostwa Ukrainy w pięcioboju nowoczesnym

- Piłka nożna
  - Mistrzostwa Ukrainy w piłce nożnej kobiet
  - Mistrzostwa Ukrainy w piłce nożnej mężczyzn

- Piłka nożna plażowa
  - Mistrzostwa Ukrainy w piłce nożnej plażowej

- Piłka ręczna
  - Mistrzostwa Ukrainy w piłce ręcznej kobiet
  - Mistrzostwa Ukrainy w piłce ręcznej mężczyzn

- Piłka siatkowa
  - Mistrzostwa Ukrainy w piłce siatkowej kobiet
  - Mistrzostwa Ukrainy w piłce siatkowej mężczyzn

- Piłka siatkowa plażowa
  - Mistrzostwa Ukrainy w piłce siatkowej plażowej

- Piłka wodna
  - Mistrzostwa Ukrainy w piłce wodnej kobiet
  - Mistrzostwa Ukrainy w piłce wodnej mężczyzn

- pływanie
  - Mistrzostwa Ukrainy w pływaniu
  - Mistrzostwa Ukrainy w skokach do wody

- Podnoszenie ciężarów
  - Mistrzostwa Ukrainy w podnoszeniu ciężarów kobiet
  - Mistrzostwa Ukrainy w podnoszeniu ciężarów mężczyzn

- Rugby league
  - Mistrzostwa Ukrainy w rugby league

- Rugby union
  - Mistrzostwa Ukrainy w rugby union
  - Mistrzostwa Ukrainy w rugby 7 kobiet
  - Mistrzostwa Ukrainy w rugby 7 mężczyzn

- Saneczkarstwo
  - Mistrzostwa Ukrainy w saneczkarstwie

- Snooker
  - Mistrzostwa Ukrainy w snookera

- Snowboard
  - Mistrzostwa Ukrainy w snowboardzie

- Strzelectwo
  - Mistrzostwa Ukrainy w strzelectwie

- Szachy
  - Mistrzostwa Ukrainy w szachach

- Szermierka
  - Mistrzostwa Ukrainy w szermierce

- Taekwondo
  - Mistrzostwa Ukrainy w taekwondo

- Tenis
  - Mistrzostwa Ukrainy w tenisie

- Tenis stołowy
  - Mistrzostwa Ukrainy w tenisie stołowym

- Triathlon
  - Mistrzostwa Ukrainy w triathlonie

- Wioślarstwo
  - Mistrzostwa Ukrainy w wioślarstwie
  - Mistrzostwa Ukrainy w slalomie wioślarskim

- Zapasy
  - Mistrzostwa Ukrainy w zapasach mężczyzn

- Żużel
  - Mistrzostwa Ukrainy na żużlu